# Phyllachora sesseae
Phyllachora sesseae är en svampart som beskrevs av Syd. 1939. Phyllachora sesseae ingår i släktet Phyllachora och familjen Phyllachoraceae.   Inga underarter finns listade i Catalogue of Life.